# Šiva
Bog Šiva je hinduističko božanstvo. Njegova je supruga Parvati, reinkarnacija Sati.
Kao posljednjeg od hinduističkog svetog trojstva uz Brahmu i Višnua koji su stvaratelji i održavatelji ovog materijalnog svemira, Boga Šivu se prikazuje kao uništavatelja, kao onog koji dolazi posljednji da bi u sebi zadržao ovaj svijet do novog ciklusa stvaranja.
Za njega kažu da je jedini od tri božanstva stalno utjelovljen na Zemlji i da boravi na najvećoj od svih planina, Himalaji. Prikazuje ga se [nedostaje izvor]snježno bijelog, ponekad prekrivenog pepelom. Ta je bjelina simbol svjetla koje otklanja tamu a ujedno i personifikacija Boga Šive kao kozmičke svijesti. Ima četiri ruke, četiri lica i tri oka. Posred čela Ga se često prikazuje s otvorenim trećim okom ili agja čakrom koja predstavlja znanje i mudrost. Te su kobre simbol promjene, rađanja novog života a isto tako i buđenja 'zmijske' snage, kundalini šakti u čovjeku. Treće Šivino oko se predstavlja s tri vodoravne crte na čelu koje nose posvećenici tog božanstva.
Ponekad ga se prikazuje i s kobrama oko vrata, zapetljane kose, na svome nosiocu biku Nandi, okružen duhovima, sablastima i vilama. U drugim je prilikama prikazan kao asketa koji sjedi na tigrovoj koži i neprekidno meditira na Himalaji. Poklonici ga štuju prikazanog u kipu, u simbolu linge, okruglom, faličkom obliku koji predstavlja stvaralačku moć boga, ili u njegovu obliku koji plesom uništava materijalni svemir i predstavlja uništavajuću moć boga Nataraja (kralja plesa). Većina poklonika Šivu smatra milosrdnim i punim ljubavi.
Najveći od svih Jogija. Upravlja tamas gunom (neznanje, tama) koja je uz rajas i sattwa jedna od tri vezujuće sile materijalnog svemira
Mantra u slavu Šive glasi: Om namah shivaya hare hare mahadeva.